# Fair game (Crosby, Stills & Nash)
Fair game is een lied van Crosby, Stills & Nash dat werd geschreven door Stephen Stills. Ze brachten het in 1977 uit op een single met Anything at all op de B-kant. Daarnaast verscheen het dat jaar op hun album CSN. De single bereikte nummer 43 in de Billboard Hot 100.
De compositie van het liefdeslied is geïnspireerd op Latijns-Amerikaanse muziek. Er verscheen nog een cover van de Amerikaanse synthesizer-musicus Michael André Lewis, artiestennaam Mandré. Hij plaatste het in 1978 op een single en zijn album Mandré two.